# Аджиманбетов, Рустам Арсланбиевич
Рустам Арсланбиевич Аджиманбетов (1975, с. Терекли-Мектеб, Ногайский район, Дагестанская АССР, РСФСР, СССР) — российский тайбоксер, призёр чемпионата Европы.

## Спортивная карьера
Тайским боксом занимается с 1996 года. Является воспитанником махачкалинского ДГЦБИ и школы «Скорпион», занимался под руководством Зайналбека Зайналбекова. В конце мая 2002 года в Сочи стал обладателем Кубка России. В ноябре 2002 года стал бронзовым призёром чемпионата Европы в португальском городе Калдаш-да-Раинья. После окончания спортивной карьеры работал тренером в МБУ «ФСОЦ» посёлка Фёдоровский Ханты-Мансийского автономного округа и в родном селе Терекли-Мектеб в МКУ ДО ДЮСШ № 2.

## Достижения
- Кубок России по тайскому боксу 2002 — ;
- Чемпионат Европы по тайскому боксу 2002 — ;

## Личная жизнь
В 1991 году окончил среднюю школу в селе Терекли-Мектеб. В 2006 году окончил Дагестанский государственный педагогический университет, физкультурный факультет.